# Skien
Skien (norsky  ˈšíjen) je město v Norsku. Je správním střediskem kraje Telemark. Skien má přibližně 56 tisíc obyvatel a rozlohu 778 km².

## Poloha
Skien hraničí na severu s obcemi Sauherad a Kongsberg, na východě s Siljanem, na jihu s obcemi Porsgrunn a Bamble, a na západě s obcemi Drangedal a Nome.
Skienská konurbace je sedmou největší v Norsku a rozprostírá se na územích tří obcí: Skien (kolem 52 %), Porsgrunn (35 %) a Bamble (12 %), a postupně se rozrůstá do celého území, známého jako Grenland, ten je domovem více než 100 000 obyvatel.

## Příroda
Intravilán města leží východně od jižní části jezera Norsjø na soutoku Skienselvy a Bøelvy.
Nejvyšší horou je Skårrafjellet (814 m) v severní části území, nad jezerem Eiangen.

## Dějiny
Město pravděpodobně vzniklo na místě, kde se setkávali sedláci z vnitrozemí s připlouvajícími obchodníky. Osídlení lze vysledovat až do 11. století. Skienu byl v roce 1358 dánskou korunou udělen status města a přiznána tržní práva. Historicky nejvíce se dařilo vývozu dřeva. Nejstarší stojící budovou je gjerpenský kostel. V roce 1964 byly k Skienu připojeny vsi Solum a Gjerpen.
Ve Skienu se narodil roku 1828 světoznámý dramatik a básník Henrik Ibsen.

## Partnerská města
- Belozersk, Rusko
- Jõhvi, Estonsko
- Loimaa, Finsko
- Minot, Severní Dakota, USA
- Mosfellsbær, Island
- Onești, Rumunsko
- Rendsburg, Šlesvicko-Holštýnsko, Německo
- Sorrento, Itálie
- Thisted, Dánsko
- Uddevalla, Švédsko